# Sonny Chiba
Sonny Chiba (Fukuoka, 23 gennaio 1939 – Kimitsu, 19 agosto 2021) è stato un attore e artista marziale giapponese.
Considerato uno dei migliori attori di arti marziali di tutti i tempi, fu uno dei primi a lavorare in produzioni del genere, inizialmente solo per un pubblico giapponese e un po' più tardi per le platee internazionali. Ottenne fama fuori dai confini nazionali con Gekitotsu! Satsujin ken (noto all'estero come The Street Fighter), da cui furono tratti due sequel.
Chiba recitò in più di 125 film della Toei Company e ha vinto numerosi premi per le sue interpretazioni. Ammirato da Quentin Tarantino, che lo definì «il più grande attore che abbia mai lavorato nei film di arti marziali», Chiba apparve nella sua celebre pellicola Kill Bill: Volume 1, nei panni di Hattori Hanzō.

## Biografia
Nato a Fukuoka, nella regione del Kyushu, è il secondo di cinque figli della famiglia di un pilota militare. Fin da ragazzo iniziò a manifestare interesse sia al teatro che alla ginnastica. La sua determinazione lo portò a partecipare al team olimpico giapponese nel periodo adolescenziale. Da studente universitario iniziò a studiare arti marziali con il rinomato gran maestro di karate mondiale Masutatsu Ōyama (che poco dopo recitò in una trilogia di film). Questi lo portò in poco tempo ad acquisire la cintura nera di karate.
Intorno ai primi anni sessanta (le date sono incerte, perché avrebbe potuto recitare anche nel 1959) fu scoperto come nuovo talento dalla Toei Company, e iniziò la sua carriera sullo schermo, inizialmente con il nome di Shin'ichi Chiba. Dagli anni settanta in poi recitò prevalentemente in thriller e noir. Adottò in quel periodo il nome d'arte con cui è conosciuto oggi, Sonny Chiba. Dagli anni ottanta in poi venne invece chiamato Sunny-S, probabilmente a causa della sua affiliazione con uno spot della Toyota. Nel 1970 aprì la sua scuola d'allenamento per potenziali attori di film arti marziali e, nel 1973, il periodo in cui iniziava ad emergere anche Bruce Lee, ritornò nello schermo nel ruolo di attore. Il successo internazionale di Chiba arriva nel 1974 è particolarmente noto per la trilogia di Gekitotsu! Satsujin ken, che lo consacrò come il re degli attori di film di arti marziali giapponesi per i due decenni successivi.
I suoi seguenti successi includono film come The Bullet Train (1975)], Karate Warriors (1976), Doberman Cop (1977), e Yakuza Deka: The Assassin (1977). Ritornò occasionalmente nella sci-fi in film come Message from Space (1978). Il periodo di maggior intensità per Chiba furono gli anni ottanta: recitò in dozzine di film per la TV, in film tratti dai manga di Hong Kong come The StormRiders (1998), in cui lavorò a fianco di Ekin Cheng, il principe dell'Avantpop di Hong Kong, e la principessa dell'avantpop di Hong Kong, Aaron Kwok. La sua fama negli anni novanta rimane immutata in Giappone. Raggiunti i cinquant'anni, l'attore ricominciò a lavorare sotto il nome di Shin'ichi Chiba e servì come coreografo nelle sequenze di arti marziali. Agli inizi del ventunesimo secolo, Chiba è di nuovo impegnato in film giapponesi e in varie altre serie TV.
Successivamente ebbe ruoli particolarmente importanti in Deadly outlaw: Rekka di Takashi Miike e in Battle Royale II: Requiem di Kinji e Kenta Fukasaku, che effettivamente marcano il gradino tra le leggende del passato e i film moderni. Chiba ricevette poi nel 2003 un grande omaggio da parte del regista Quentin Tarantino, che lo volle nel cast di Kill Bill: Volume 1 con un ruolo che l'attore aveva già interpretato in Shadow Warriors, quello di Hattori Hanzō. Nel 2006 interpretò il personaggio di Kamata in Fast and Furious: Tokyo Drift.
Chiba morì il 19 agosto 2021, all'età di 82 anni, in un ospedale nella città di Kimitsu, a seguito di complicazioni emerse dopo aver contratto il COVID-19.

## Vita privata
Fu sposato dal 1967 al 1994 con l'attrice Yôko Nogiwa da cui ebbe una figlia, l'attrice Julie Manase. In seconde nozze sposò nel 1995 Tamami Chiba, da cui ebbe due figli: Mackenyu Maeda (1996), meglio noto come Mackenyu Arata, e Gordon Maeda (2000), entrambi attori. Chiba viveva tra il Giappone e Los Angeles con la sua seconda moglie. Anche il fratello minore Jiro Chiba è un attore.

## Cinture nere e altri premi vinti
Oltre alle sue doti di attore, Chiba aveva una serie di cinture nere nei seguenti stili di arti marziali:
- Ninjutsu - quarto dan
- Gōjū-ryū - secondo dan
- Jūdō - secondo dan
- Kendō - primo dan
- Shorinji Kempo - primo dan
- Kyokushin Karate - quarto dan
- Japan Action Club (JAC) - Fondatore[8]

## Filmografia parziale

### Attore

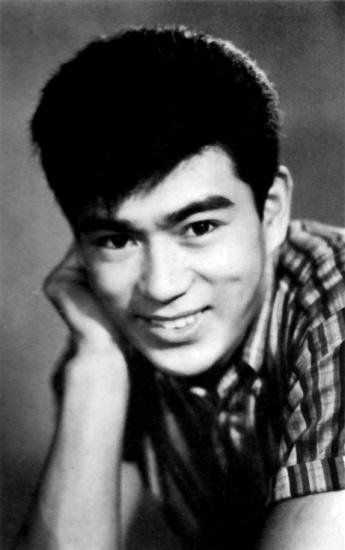
Sonny Chiba nel 1961

- L'astronave fantasma (宇宙快速船 Uchū Kaisokusen, 1961)
- Il ritorno di Diavolik (Ôgon batto), regia di Hajime Satô (1966)
- Dal Giappone con furore (Yakuza deka), regia di Yukio Noda (1969)
- Gekitotsu! Satsujin ken (激突!殺人拳), regia di Shigehiro Ozawa (1974)
- Satsujin ken 2 (殺人拳・2), regia di Shigehiro Ozawa (1974)
- I due che spezzarono il racket (Onna hissatsu ken), regia di Kazuhiko Yamaguchi (1974)
- Gyakushû! Satsujin ken (逆襲!殺人拳), regia di Shigehiro Ozawa (1974)
- Bullet Train, regia di Junya Sato (1975)
- Shin jingi naki tatakai: Kumicho no kubi, regia di Kinji Fukasaku (1975)
- Karate Kiba, regia di Simon Nuchtern, regia di Ryuichi Takamori e Simon Nuchtern (1976)
- Golgo 13: Kûron no kubi, regia di Yukio Noda (1977)
- L'urlo di Bruce Lee terrorizza ancora (Gekisatsu! Jadô ken), regia di Tung Man Chan e Yukio Noda (1977)
- Torakku yarô: Dokyô ichiban hoshi, regia di Norifumi Suzuki (1977)
- Yagyū Ichizoku no Inbō, regia di Kinji Fukasaku (1978)
- Ultimo rifugio: Antartide (復活の日 Fukkatsu no hi?), regia di Kinji Fukasaku (1980)
- The StormRiders - I cavalieri della tempesta (Fung wan: Hung ba tin ha), regia di Andrew Lau Wai-Keung (1998)
- Battle Royale II: Requiem (バトル・ロワイアルＩＩ 【鎮魂歌】?), regia di Kinji Fukasaku e Kenta Fukasaku (2003)
- Kill Bill: Volume 1 (Kill Bill: Vol. 1), regia di Quentin Tarantino (2003)
- Survive Style 5+, regia di Gen Sekiguchi (2004)
- The Fast and the Furious: Tokyo Drift, regia di Justin Lin (2006)
- Sushi Girl, regia di Kern Saxton (2012)
- Ninja Theory, regia di Takashi Iitsuka (2013)
- Take a Chance, regia di Shihan Oyama (2015)

### Regista e produttore
- Yellow Fangs, regia di Sonny Chiba (1990)

## Doppiatori italiani
Nelle versioni in italiano nelle opere in cui ha recitato, Sonny Chiba è stato doppiato da:
- Renzo Stacchi in Kill Bill volume 1
- Mino Caprio in Air Force - Aquile d'acciaio 3
- Bruno Alessandro in The Fast and the Furious: Tokyo Drift